# Gare de Montbarrey
La gare de Montbarrey est une gare ferroviaire française de la ligne de Dijon-Ville à Vallorbe (frontière), située sur le territoire de la commune de Montbarrey, dans le département du Jura, en région Bourgogne-Franche-Comté.
C'est une gare de la Société nationale des chemins de fer français (SNCF), desservie par des trains TER Bourgogne-Franche-Comté.

## Situation ferroviaire
Établie à 236 mètres d'altitude, la gare de Montbarrey est située au point kilométrique (PK) 374,930 de la ligne de Dijon-Ville à Vallorbe (frontière), entre les gares ouvertes de Dole-Ville et d'Arc-et-Senans. Elle est séparée de ces deux gares respectivement par les gares aujourd'hui fermées de Grand-Contour et de Chatelay - Chissey.

## Histoire
Une gare en briques fut construite en 1857 avant d'être rasée en 1989.
Jules Grévy, Président de la IIIe République, né à Mont-sous-Vaudrey (un village voisin), faisait régulièrement escale à la gare de Montbarrey.
Un bistrot-café a existé un temps à côté de la gare, avant de fermer définitivement.

## Fréquentation
De 2015 à 2023, selon les estimations de la SNCF, la fréquentation annuelle de la gare s'élève aux nombres indiqués dans le tableau ci-dessous.
| Année     | 2015 | 2016 | 2017 | 2018 | 2019 | 2020 | 2021 | 2022 | 2023  |
| --------- | ---- | ---- | ---- | ---- | ---- | ---- | ---- | ---- | ----- |
| Voyageurs | 561  | 517  | 325  | 284  | 811  | 343  | 383  | 724  | 1 261 |

## Service des voyageurs

### Accueil
Cette halte n'est pas dotée de distributeur de titres de transport, ni de bâtiment voyageur. Un petit abri y est aménagé.

### Desserte
La halte est desservie par des trains régionaux du réseau TER Bourgogne-Franche-Comté circulant entre  Dole et Mouchard,. Au-delà de Mouchard, ces trains continuent ou sont en provenance de Saint-Claude ou Pontarlier.

## Dans la culture
La gare a servi de décor principal pour le court-métrage Le Bonheur des Sangliers (2019) de Théo Grandmaison, un artiste d'origine montbarrésienne.